# Vollenhove
Vollenhove est un village dans la commune néerlandaise de Steenwijkerland, dans la province d'Overijssel. Le 1er janvier 2006, le village comptait 3 840 habitants.
Au Moyen Âge, Vollenhove fut une petite ville prospère, sur les rives du Zuiderzee. Longtemps, une grande partie de la population vivait de la pêche. 
L'apogée de la ville de Vollenhove date de la première moitié du XVe siècle. Elle était importante à l'époque en raison de la pêche à l'esturgeon et était une filiale de la Ligue hanséatique. Des remparts de terre et des portes ont également été construits pour défendre la ville. Celle-ci a prospéré dans la première moitié du XVIe siècle. Joris Schenck van Toutenburg est devenu drost de la ville et plus tard 'stathouder' d'Overijssel pour l'empereur Charles Quint. Schenck van Toutenburg a fait construire le château de Toutenburg juste à l'extérieur de la ville. Avec cette imposante résidence, Vollenhove est devenu le centre administratif des trois provinces du nord: Groningue, Frise et Overijssel. Drenthe ne comptait car elle était jugé trop pauvre. Au début de la guerre de Quatre-Vingts Ans, Vollenhove a perdu le rôle de centre administratif et, au cours des siècles suivants, la ville a perdu de son importance.
En 1859, la plupart des habitants évacués de l'île de Schokland sont venus habiter à Vollenhove. L'activité de pêche connut rapidement son déclin après la création de l'Afsluitdijk et du Noordoostpolder.
Vollenhove fut une commune indépendante jusqu'au 1er juillet 1818, et de 1er février 1942 au 1er janvier 1973. Entre 1818 et 1942, Vollenhove fut séparé en deux communes distinctes : Stad Vollenhove (la ville) et Ambt Vollenhove (la campagne). En 1973, Vollenhove fusionna avec Blokzijl, Giethoorn et Wanneperveen pour former la nouvelle commune de Brederwiede. De nos jours, Vollenhove fait partie de Steenwijkerland.

## Galerie

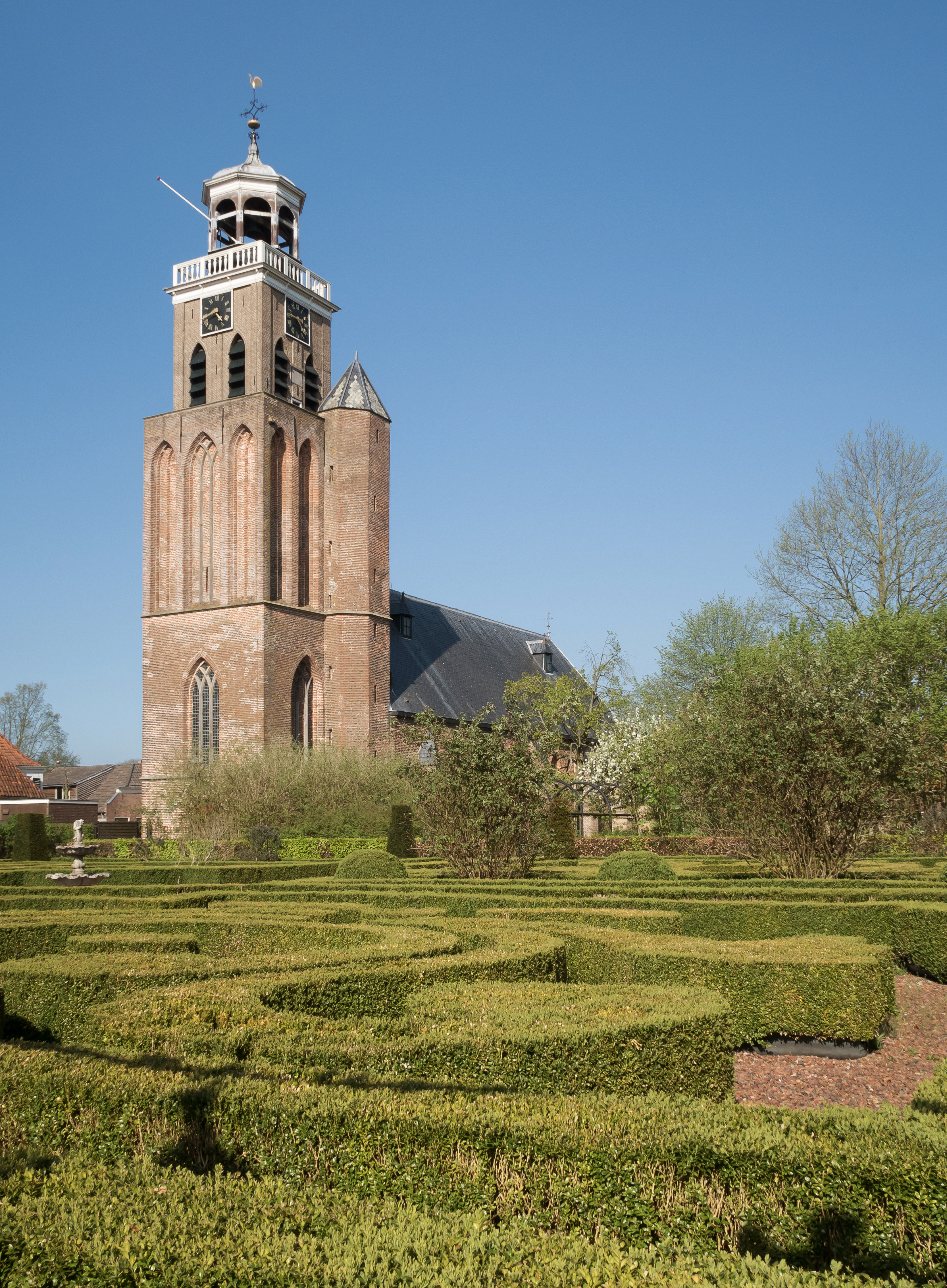
L'église: la Kleine kerk (Petit église) ou Lieve Vrouwekerk (Notre-Dame)
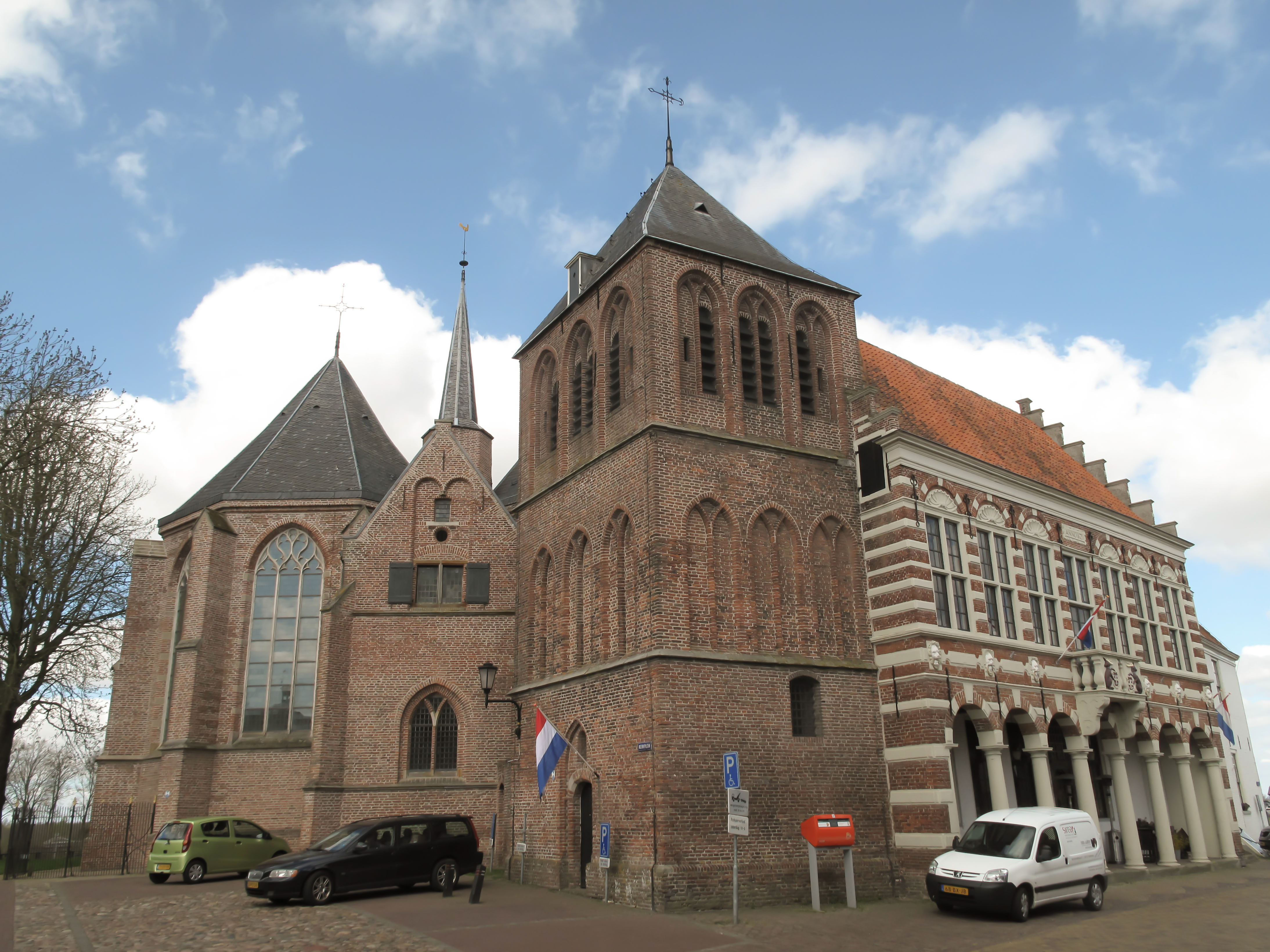
L'église: la Grote kerk (Grande église) ou Sint Nicolaaskerk (Eglise Saint Nicolas)
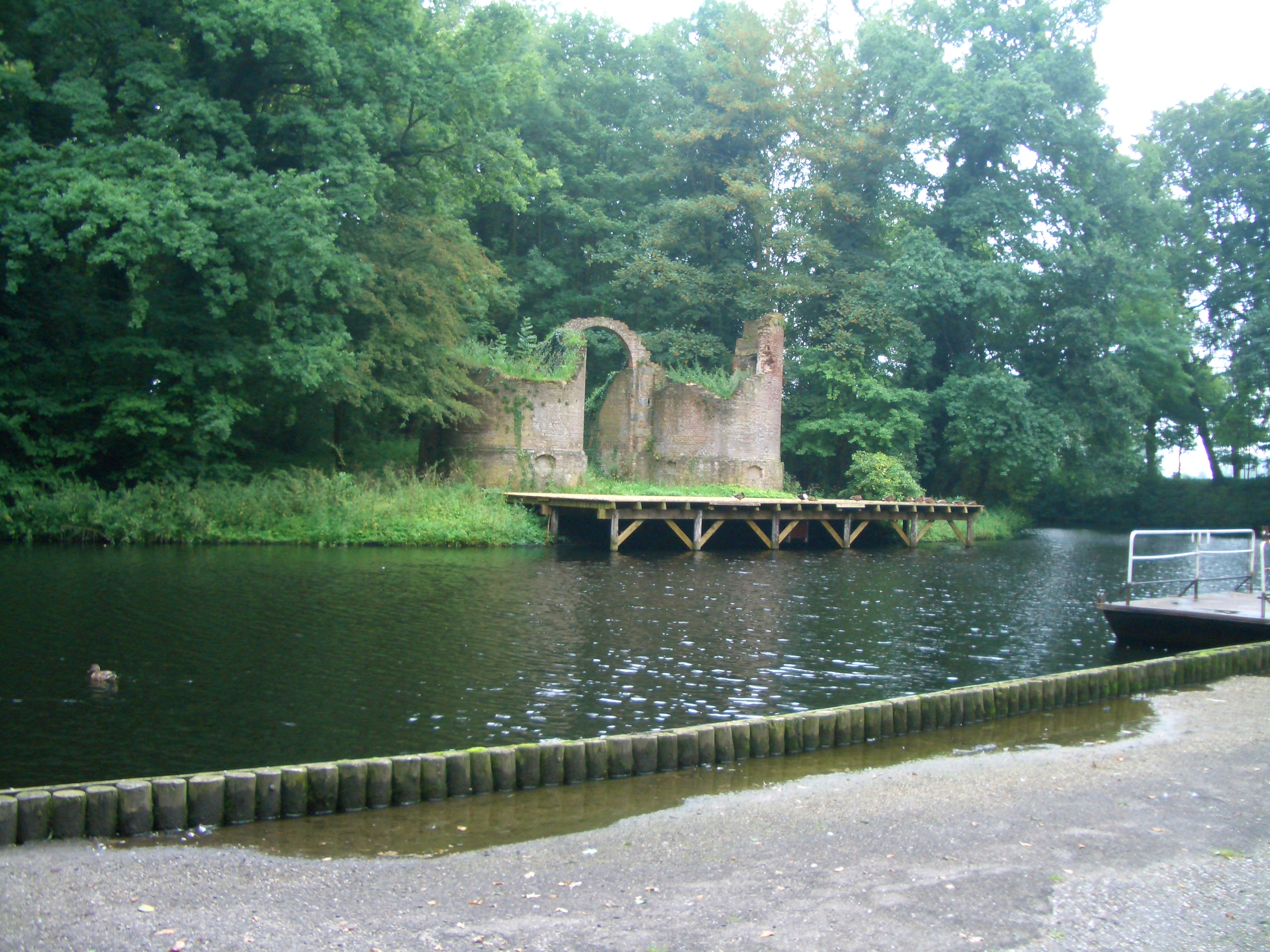
Vestige du Château de Toutenbourg
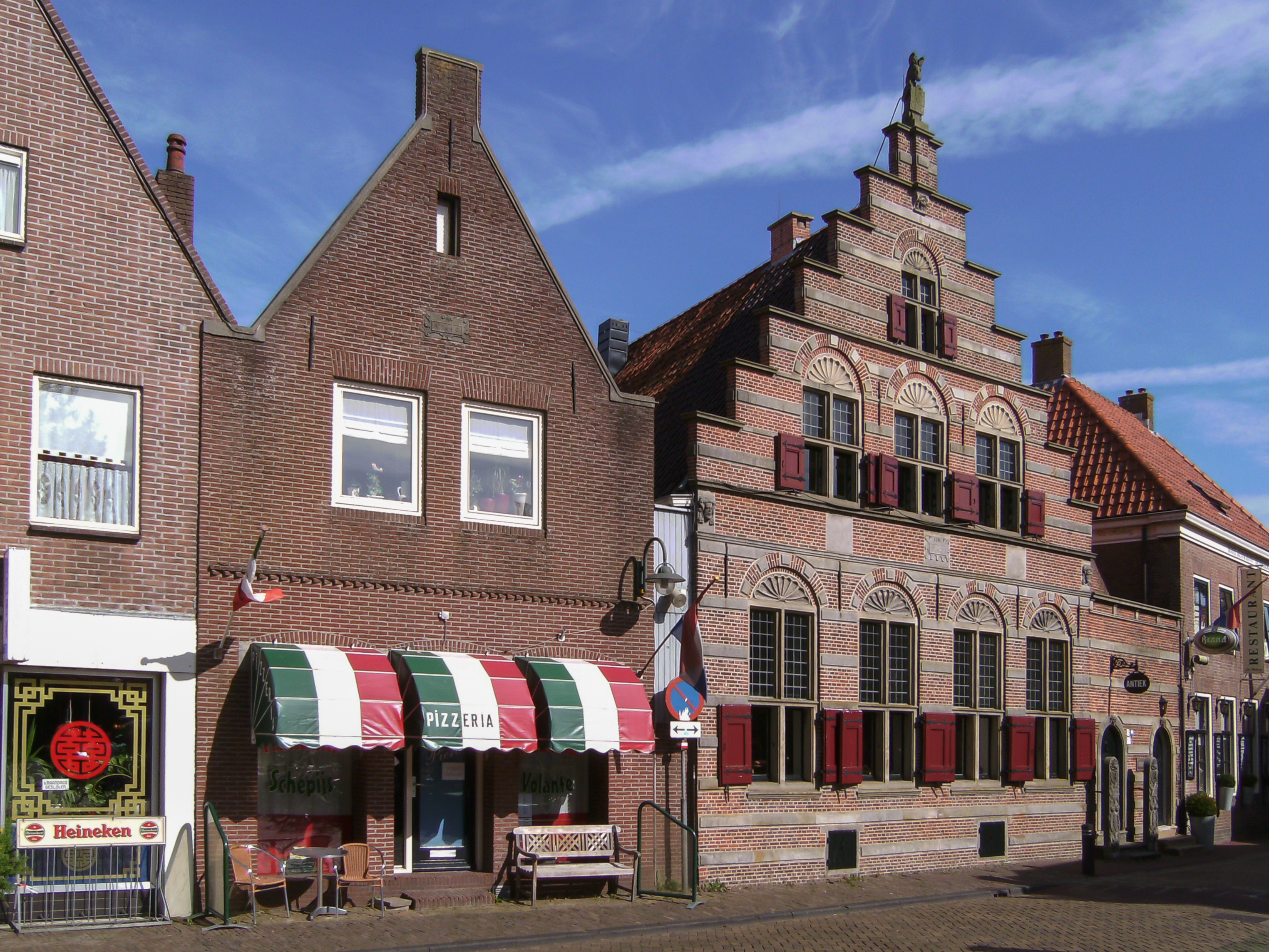
L'Ecole Latine
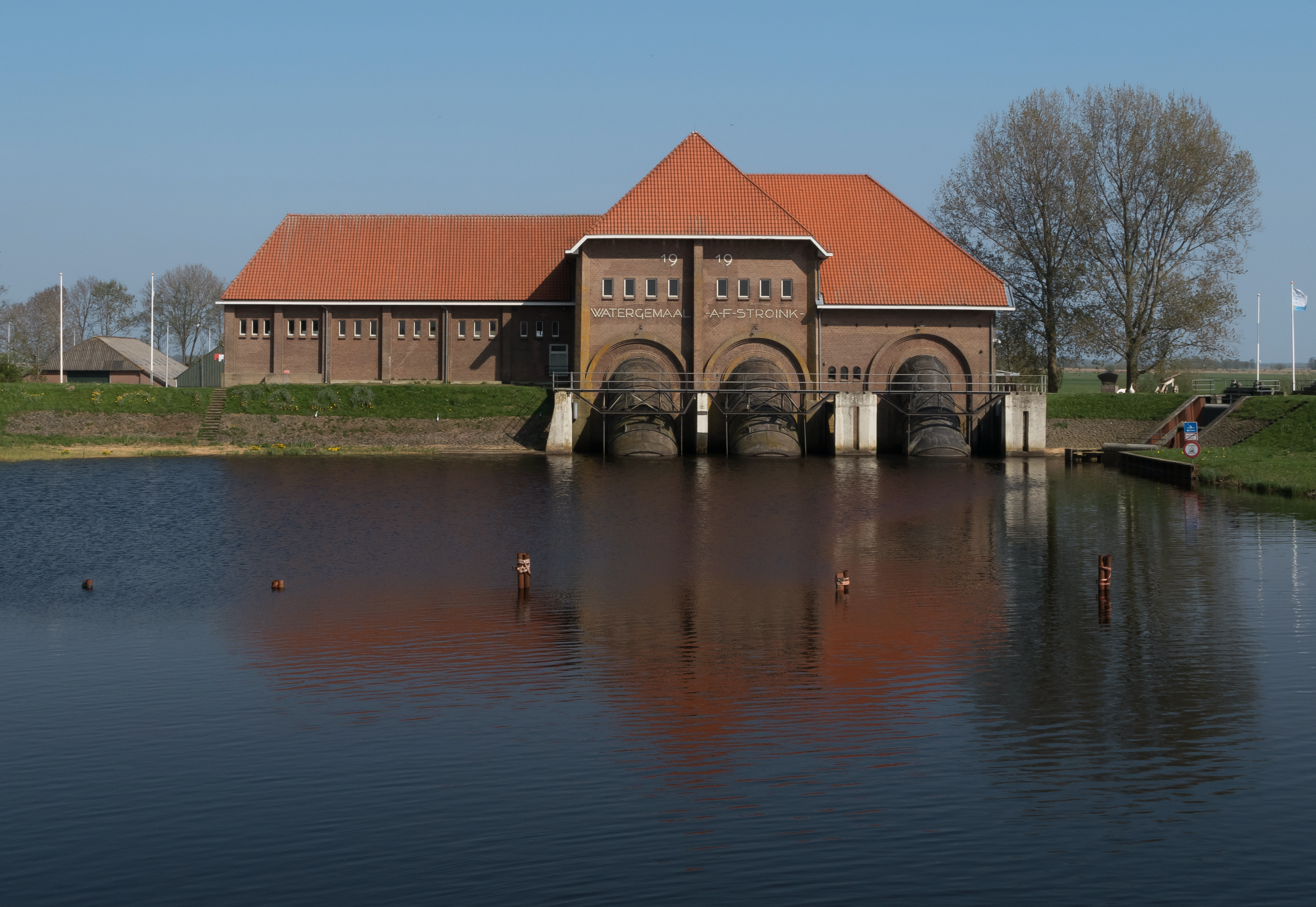
La station de pompage: watergemaal A.F. Stroink